# Marie-Antoinette Lix
Marie-Antoinette Lix (ur. 31 maja 1839, zm. 14 stycznia 1909 r.) – francuska guwernantka, bohaterka powstania styczniowego, która później walczyła w wojnie francusko-pruskiej. Doskonale jeździła konno i władała szablą. Była guwernantką uczącą dzieci hrabiego Andrzeja Adama Łubieńskiego w majątku w Szycach.  

## Życiorys
Urodziła się w Colmar w Alzacji (Francja). Ojciec jej, zawodowy wojskowy, nauczył ją fechtunku i jazdy konnej. Otrzymała także staranne wykształcenie dla panien w szkole Sióstr Boskiej Opatrzności w Ribeauvillé. Jako wykształcona nauczycielka została zatrudniona w domu hrabiostwa Łubieńskich w Szycach. Uczyła czworo dzieci hrabiego przedmiotów ogólnych a także jazdy konnej.
Gdy wybuchło powstanie styczniowe (1863) hrabia Łubieński przyłączył się do powstania. Marie-Antoinette działała w męskim przebraniu jako kurier i została schwytana przez Rosjan. Następnie zwolniona ze względu na płeć i francuski paszport. Wróciła do Francji w 1866 r.
W wojnie francusko-pruskiej (1870-1871) chciała uczestniczyć w bitwie pod Sedanem, ale w tamtych czasach nie przyjmowano kobiet do wojska, więc znów włożyła męski mundur. Jako porucznik snajperów uczestniczyła w obronie Lamarche i Langres. Wyróżniła się podczas bitwy pod Nompatelize (6 października 1870).
Zmarła w 1909 roku, a rok później organizacja kobiet ze Strasburga i Colmar ufundowała srebrny miecz na jej cześć, który jest do dziś eksponowany w Muzeum Armii (Musée de l'Armée) w Paryżu.
Źródła.

## Bohaterski czyn w czasie powstania styczniowego
Gdy Rosjanie zaczęli tłumić powstanie hrabia Łubieński został zmuszony do ucieczki. W majątku pozostała hrabina Łubieńska, jej czworo dzieci i Marie-Antoinette, która przejęła zarządzanie majątkiem. Zorganizowała szpital polowy aby leczyć rannych powstańców. Przy jednym z nich znalazła wiadomość, że batalion polskiego pułkownika Bończa znajdzie się w rosyjskiej zasadzce. Marie-Antoinette założyła mundur i konno mroźną nocą udała się na pozycje oddziału Bończy, ostrzegła go i polski szwadron z zaskoczenia zaatakował kozaków. Jej odwaga ożywiła Polaków, którym udało się uwolnić i uciec. Śmiertelnie ranny pułkownik chciał poznać młodego mężczyznę, który był jego wybawcą, Marie-Antoinette przedstawiła się pod imieniem Michel le Sombre. Awansowana na porucznika eskortowała rodzinę Łubieńskich do granicy z Prusami, aby hrabina Łubieńska i jej dzieci mogły znaleźć schronienie w Dreźnie.